# Günther Oettinger
Günther Hermann Oettinger (Stuttgart, 1953. október 15. –) német politikus, 2010. szeptember 23. és 2019. november 30. között az Európai Bizottság tagja.
Feladatköre:
- energiaügy (2010–2014)
- digitális piacért (2014–2016)
- pénzügyi tervezésért (2017-2019)

## Magánélete
Oettinger 1994-ben nősült meg és 2007-től külön él a feleségétől.
Egy fia van.